# Keiichiro Nakano
Keiichiro Nakano (中野 圭一郎 Nakano Keiichiro?, nacido el 29 de marzo de 1976 en Kagawa) es un exfutbolista japonés. Jugaba de defensa y su último club fue el Japan Soccer College de Japón.

## Trayectoria

### Clubes
| Club                 | País  | Año         |
| -------------------- | ----- | ----------- |
| Albirex Niigata      | Japón | 1998 - 2001 |
| Japan Soccer College | Japón | 2002 - 2003 |